# Army Run
Army Run je český extrémní překážkový běh, který proběhl poprvé 23. srpna 2014 v Černé v Pošumaví a přilehlém vojenském újezdu Boletice. V dalších letech akce výrazně narostla: K 18. říjnu 2017 má za sebou Army Run 4 sezony, 10 eventů, 15 závodů, kterých se celkem zúčastnilo více než 10 000 závodníků. Army Run je zaregistrovaná ochranná známka.
Cílem závodu bylo v první sezoně překonat překážky armádního stylu na trase CIVIL, nebo ARMY, které byly odlišené délkou. Trasa CIVIL měřila 10 km a trasa ARMY 16 km. Překážky byly navrženy ve spolupráci s bývalými profesionálními vojáky Armády České republiky. Army Run je založený na týmové spolupráci mezi účastníky, není důležité zvítězit, ale závod dokončit.
Pro sezonu 2017 byly běžecké trasy rozdělené do 3 kategorií - úrovně Captain (5 kilometrů, 20 překážek), Major (10 kilometrů a 40 překážek), General (15 kilometrů, 60 překážek).

## Historie
S nápadem vytvořit Army Run přišel v roce 2012 Pavel Hanžl spolu s Martinem Liškou. Dalším členem týmu je Jiří Chrt, odborník přes překážky. Pořadatelé přípravám Army Run věnují svůj volný čas.

## Proběhlé závody
Do 18. října 2017 proběhlo celkem 10 událostí a 15 závodů na různých místech České republiky.
- 23. srpna 2014 -  Černá v Pošumaví
- 26. června 2015 -  Černá v Pošumaví
- 23. srpna 2015 -  VVP Březina, Vyškov
- 9. dubna 2016 -  Hluboká nad Vltavou
- 16. července 2016 - VVP Březina, Vyškov
- 13. srpna 2016 - Liberec, Ještěd
- 15. října 2016 - Vítkov, Praha
- 22. dubna 2017 - Hluboká nad Vltavou
- 22. července 2017 - VVP Březina, Vyškov
- 30. září 2017 - Vítkov, Praha[9]

## Spolupráce
Army Run, ve spolupráci se spolkem Vlčí máky, klubem 3. armády Plzeň a Ministerstvem obrany, podpořili v prvních závodech rodinu desátníka Jana Klozeho, odstřelovače 43. výsadkového praporu, který zahynul v roce 2013. Dohromady se vybralo přes 33 000 Kč. Závodu se zúčastnili i profesionální vojáci, mezi něž patřily i čtyři týmy chrudimských výsadkářů.
Aktuálně Army Run spolupracuje se skupinou Thor Tac T.C., kterou tvoří výlučně bývalí příslušníci speciálních sil armády a policie. Ti připravují překážky na trati a věnují se i přípravě účastníků závodu v rámci akce Army Drill. Army Run také spolupracuje s Vojenským fondem solidarity Armády ČR. Za každého účastníka závodu pošle do fondu 10 Kč.